# 赤色空軍

赤色空軍の国籍識別標として用いられた「赤い星」。縁取りのない初期のもの。

赤色空軍(せきしょくくうぐん)は、ロシア革命後から第二次世界大戦までのソ連の空軍である。赤軍の航空部隊として組織された。第二次大戦後、冷戦期に至って明確に分離されたソ連空軍となり、ことさら「赤色」とは呼称しなくなった。

## 序説
1910年代、ロシア帝国は世界で有数の航空隊をもつ国として知られていた。1917年にロシア革命が発生すると、この帝国航空艦隊は指揮系統に甚大な損害を受けた。その中から、一部は白軍やイギリス・フランスなどの反革命干渉軍に、一部はウクライナなどの各独立勢力に、そして一部はボリシェヴィキ率いる赤軍に組した。赤軍派の部隊は、陸の「赤軍」、海の「赤色海軍」に倣って「赤色空軍」と呼ばれるようになった。
ロシア内戦は赤軍の勝利の内に終わったが、国内産業は甚大な被害を受けた。新たに結成されたソ連政府は航空兵力の増強をひとつの国家軍事戦略の根幹に据えた。国内での航空産業の復興を図るため、ソ連は英・独・米などの海外の機体を参考に自力での航空機製造に全力を傾けた。
また、赤色空軍はロシア革命期より共産党のプロパガンダにしばしば登場した。これは、飛行機が時代の先駆けを告げるシンボルと看做されたためであった。赤の広場上空を飛行したANT-20「マクシム・ゴーリキイ」号、国民的英雄となったテスト・パイロットであるヴァリェーリイ・チュカーラフはその代表格であった。また、大陸間横断や国内横断などの記録作りに国を挙げて取り組んだのも、1930年代の空軍の拡張時代であった。
その結果、1935年から1939年にかけて赤色空軍の拡張は列強国随一となった。その拡張ぶりは、1930年に1000機足らずであった航空戦力が、1938年には5000機を超え、1941年には約15000機に達するほどであった。この時期の開発主力は戦闘機、特に単座戦闘機であった。これは、スペイン内戦やノモンハン事変における戦訓によって、英・独・日に対する戦闘機戦力の重要性を再認識した結果である。I-15やI-16ではそれらの国に太刀打ちすることができず、ミグ設計局やヤコヴレフ設計局による設計の新型機に重点が置かれた。一方、爆撃機は、TB-3巨人機を初めとした旧式機の装備のままの状態で、後継機TB-7(Pe-8)の生産をノヴォシビルスクで行っていたものの、新型機への代替は円滑には行かなかった。他方補助ロケットの研究や大口径機関砲の研究では、他国より進んでいたとみられる。ともあれ、軍用機の生産台数は1940年当時で月産750機に達し、これは世界最大数値の実績であった。
この間(1939年11月～1940年2月)に行われたフィンランド侵攻において、赤色空軍は2500機の軍用機を参戦させた。赤色空軍は、ヘルシンキなどの都市を爆撃し、8000tに及ぶ爆弾を投下した。だが対空砲火他による損害も多く、参戦した25パーセントが失われた。
赤軍において、地上兵力に対する近接航空支援の中核と認識されていたのは襲撃機航空隊であった。赤軍野戦操典（1940年度版）によれば、襲撃機航空隊は次のような任務を帯びるものとされている。すなわち地上軍に対する空からの支援、戦車及び自動車の行軍縦列への攻撃、戦場や集結地点あるいは街道上での敵兵力の殲滅、そして飛行場、司令部・指揮所、輸送車両、防御施設、鉄道駅及びそこに停車中の列車への攻撃である。襲撃機連隊の装備機は、旧式化した複葉戦闘機I-15bisやI-153を地上攻撃用に改造したものであり、初めて採用した専用の襲撃機Il-2AM38の量産は1941年３月から開始された。しかしIl-2攻撃機のテスト開始の命令が出されたのは1941年5月30日であり、独ソ開戦までに十分な配備と訓練がなされることはなかった。

## 独ソ開戦

### 1941年
1941年6月22日、不可侵条約を一方的に破棄し、ドイツがソ連に侵攻した時の東部戦線の赤色空軍は、ドイツ側の推算では7500機(戦闘機3000、爆撃機・攻撃機2100、偵察機600、輸送機ほか1800)で、このほか極東に3000機となっている。しかし実数は12000機以上であったと見られる。これはドイツの東部戦線配備機の2800機の実に4倍以上にあたる。しかしながら、攻撃正面での徹底した航空集中により、ドイツ空軍は完璧な航空優勢を確立し、赤色空軍の開戦一週間の損害は3630機に達した。原因として指揮系統の混乱や偵察力の不足、戦闘飛行に不慣れな農業機や民間飛行クラブのパイロットを短期間の訓練で投入したことがあげられる。ただ大損害を受けた機種の大部は、「I-15」・「I-16」・「SB」等の旧式機で、却って機種転換断行のチャンスを与えられたと言える。開戦当時の第一線軍用機の機種別構成は、戦闘機35％、襲撃機10％、偵察および単発爆撃機33％、双発以上の爆撃機22％であった（除く輸送機や連絡機）。結果的に航空支援を欠いた赤軍はドイツ空軍の一方的な攻撃をうけ、ドイツ陸軍の電撃戦の餌食となり、甚大な被害をうけた。1941年7月4日の段階で、最高司令部は各戦線の航空軍司令部宛「大編隊による爆撃機の出撃は厳にこれを禁ずる」と訓令を発している。1つの目標を破壊するためには1個小隊以下、最大でも1個中隊以下での攻撃にとどめ、敵軍にたいする連続攻撃を維持すべし、というのが訓令の趣旨であった。しかし戦力と機材が不足し、空軍と地上軍が協力して戦うという経験も持っていない上、赤色空軍にとって甚だ不利な航空戦を強いられる状況の中では、地上軍への航空支援の有効性は極めて低い水準にとどまっていた。地上部隊との無線連絡がほとんど欠如していたため、空軍と地上軍の連絡は8～12時間が費やされ、とても共同作戦を行える状況ではなかった。各航空隊の司令部が、あらかじめ諸兵科軍の指揮官から様々な指令や作戦計画を受領していたとしても、その中で航空隊に要求されている任務は甚だ具体性を欠き、あるいは極めて漠然としている場合がほとんどだった。例えば「森林地帯を掃射せよ」「街道を攻撃すべし」「襲撃機全機で発進し、…地区の敵を攻撃」等々といった程度でしかない。これは、空軍がどのような攻撃力を持ち、いかなる任務を達成可能であるかについて、諸兵科軍の司令官の多くは貧弱な知識と理解しか持ち合わせていなかったことにより説明される。明確な戦略目標が示されず、結果的に赤色空軍は分散され、航空支援の効果を著しく低めた。陸空共同の作戦プランを実現するには両者の連絡将校が事前に協議する必要があったが、空軍からの連絡者が地上軍の作戦計画策定に参加した事例は、公式文書では1942年秋まで確認されない。
赤色空軍がドイツの装甲車両に有効な対戦車兵器を装備していなかったことも致命的だった。最高司令部が1941年7月11日に発した訓令では、以下のように指摘されている。
「開戦から現在に至る20日の間に、我が空軍は主としてドイツの機械化部隊及び戦車部隊を攻撃の目標としてきた。数百機の飛行機が戦車との戦いに投入されているにも拘らず、しかるべき成果は挙げられていない…」
予備戦線航空軍所属の第66襲撃機航空連隊長シシェグリコフ大佐は高中度から攻撃を繰り返す新戦術を提唱し、一定の戦果をあげたが空軍司令部の反対により高中度からの攻撃は禁止された。高中度からの攻撃は1942年まで復活することはなかった。1941年秋になると機材の不足や技術要員の教育レベルの低下などから故障による損失数が激増し、一部の連隊や師団では故障による損失数が戦闘による損失数と拮抗していた。

### 1942
ドイツ空軍は、緒戦の数日間で制空権を獲得し、これに対し赤色空軍は、極東方面から1000機以上の戦闘機と戦闘爆撃機を投入し反撃にうつった。Il-2シュトゥルモヴィーク(対地攻撃機、襲撃機)がドイツ戦車隊と壮絶な戦闘を展開した。赤色空軍は1942年になると高中度からの対地攻撃の有効性に気付き、一つの目標に高中度からの連続攻撃を繰り返す新戦術を採用。また回転サークルと呼称する陣形を導入し、対地攻撃の効果を飛躍的に上げ、損害率も減少した。一方で爆撃機や偵察機の不足から、対地攻撃機が爆撃任務や偵察任務を任されることが増え、Il-2は様々な局面に投入された。回転サークルはドイツ空軍戦闘機隊との戦闘が考慮され、効果的な応戦が可能となっていたが、攻撃離脱時の隙が最大の弱点となっていた。結果、攻撃離脱時を狙われて撃墜されるパターンが増加し、Il-2の全損失数のうち8割が戦闘機による損失だった。無線の不足により護衛戦闘機の配備も効果をあげられなかった。
第11親衛襲撃機航空師団長A.G.ナコネチニコフ大佐は「…襲撃機が敵戦闘機と戦うことなど全く不可能であり…『襲撃機隊員は決死隊も同然だ』と公言する者さえおり、勇気の欠如した一部搭乗員は、自らの命を惜しむあまり怯懦な振舞いを恥じぬようになりつつある」と証言している。襲撃機隊がドイツ空軍の戦闘機により大きな損害を被ったことを受け、1942年10月にはUBT［ベレジン汎用旋回機関銃］を装備した複座型Il-2の生産が開始された。複座型により損害率は減少したが、照準の困難さから対地攻撃能力は低下した。現場での戦術が改良されると同時に、航空軍の効率的な運用がはかられ、赤色空軍の組織改革が実施された。
1942年5月5日に第1航空軍が創設されたのを皮切りに、同じ年の末までには、他の正面軍所属の航空隊も全て航空軍へと改組されていった。同時に、最高司令部の予備戦力たる航空軍団が編成され、さらに混成航空師団と混成航空連隊を同一機種の部隊へ再編するという作業が行われた。
しかし1942年には熟練搭乗員の損失による練度の低下が深刻となり、ドイツ空軍との技量の差が戦場であきらかとなった。赤色空軍の戦闘機隊は空戦機動の技量が極めて稚拙であり、陣形も連携も無視してバラバラに戦った。
1942年9月スタフカ代表G.K.ジューコフ上級大将と全ソ共産党（ボリシェヴィキ）中央委員会書記G.M.マレンコフ、赤色空軍総司令官ノヴィコフ将軍が、最高総司令官I.V.スターリンに宛てて赤軍戦闘機隊の活動に関する報告書を送付した。
「小職らは直近の6～7日にわたり、我が戦闘機航空隊の活動を観察した。数多くの事例から判断するに、我が戦闘機航空隊の戦いぶりは極めて拙劣であると断言せざるを得ない。敵戦闘機より数倍の優勢にある時でさえ、我が軍の戦闘機は戦いを挑もうとしないのである。また襲撃機の護衛任務を与えられた場合であっても、やはり敵戦闘機に対して向かっていこうとはせず、結果として敵に自由な襲撃機攻撃と撃墜の機会を与えている。この間、我が軍の戦闘機は離れたところを飛んでいるか、すぐに離脱して基地へ帰ってしまう状況すらしばしば生じている。遺憾ながら、この報告内容は、いくつかの固有事例にとどまるものではない。我が軍は、上述の如き戦闘機隊の恥ずべき振る舞いを、毎日のように目撃しているのである。小職らも自らの目で10を下らぬ事例を確認することとなった。一方、戦闘機隊の評価すべき行動は一度たりとも観察できていない…」
戦闘機隊の技量だけでなく両軍の戦闘機の性能にも大きな差があった。ドイツ軍の戦闘機はプロペラ・エンジン自動制御ユニットを搭載し、燃料と空気の混合や冷却水及び潤滑油の温度、過給機とプロペラの回転速度を自動的に調節できた。搭乗員は空戦機動に専念することが可能であり、調整を手動で行うしかない赤色空軍の戦闘機隊に対しドイツ空軍は大きなアドバンテージを持っていた。
赤色空軍の研究委員会は赤色空軍がドイツ空軍相手に航空優勢を保つには2倍の戦力が必要だと結論付けている。
スターリングラードの戦いがはじまると赤色空軍は一つの戦区に航空支援を集中させるやり方を採用した。航空支援の不足はドイツ軍に防衛ラインを再編する余裕を与え、赤軍の攻勢を頓挫させる大きな要因となっていた。大規模な戦果を期待するなら、地上の諸兵科軍が行動する場所と時間に合わせ、前線の狭い範囲に空軍の大部隊を投入しなければならないという認識は、今や赤軍航空隊と諸兵科軍の全ての指揮官に共有され、空軍と地上軍の共同作戦を組織化し、対地攻撃機の運用法を改良することが求められていた。地上からの航空誘導・指揮用の無線機材が持ち込まれ、空軍から派遣された連絡将校が地上の攻勢軍に同行した。スターリングラードの戦いでは地上軍と空軍の組織的協力が実現し、赤軍は枢軸軍の防衛ラインを破り包囲することに成功した。空中でも赤色空軍戦闘機隊が反撃に転じていた。1942年秋まではドイツ空軍がかろうじて優位であった制空権も、季節が冬に入ると、暴風雪や霧の影響で稼働率が極端に下がった。1942年末の1週間におけるドイツ軍の損害の約半数が天候による事故であったという。これに反し赤色空軍は「冬将軍」という味方とともにYak-9D戦闘機やPe-2爆撃機を中心に反攻し、ドイツ機500機と1000人のパイロットを殲滅した。ここに至り、スターリングラードの制空権を奪回した。この逆転劇を可能にした要因には、天候に恵まれた事だけでなく、レニングラード他の工場が壊滅的に破壊されたあとでも、東部のカザンやクイビシェフといった僻地へ工場を疎開移転し新鋭機を製造し続けることができた事、初期の損害の大部分が地上撃破によるもので、搭乗員の損害があまり無く再編後一線に補充し得た事、連合国よりの機体の供与を受けられたことなどがあげられる。両国の航空機生産にも大きな差がひらきつつあり、1942年度のソ連の戦闘機生産は、おおよそ9300機で、これに連合国より供与されたトマホークやハリケーンを含む援助機が2200機あった。これに対し、ドイツの1942年度の戦闘機生産は4600機にすぎなかった。

### 終盤
1943年春には、北・中部戦線で戦術空軍2000機を保有し、これに対しドイツ空軍はバトル・オブ・ブリテンに傾注したため600機程度であって赤色側の絶対優位であった。ただ南部においては、ドイツ軍もゲーリングの命を受け1000機体制で臨み互角であった。一方で赤色空軍は搭乗員の練度の低下をいかに防ぐかが問題となっていた。1943年のクルスクの戦いでは赤色空軍は担当戦区での戦力集中に成功したが、そのほとんどが予備航空隊の戦力であり練度は極めて低かった。
4月クリミヤ戦線掩護のためドイツは新鋭機部隊500機を集結させたが、Il-4長距離偵察機で察知したベリシニン将軍指揮下の1000機を越える戦爆連合部隊がこれを強襲し大打撃を与えた。6月にドイツの反撃があり東部戦線で一時陸軍の前線を突破されたが空軍の一日最大のべ5000回にも及ぶ出撃で10日でこれを盛り返した。
1944年になると、新鋭機のLa-7・Yak-3も前線に登場し快速を生かしドイツの各戦闘機と互角以上に戦いを進めた。秋以降は、ドイツの壊滅への足取りは早く、赤色空軍（ソ連空軍）の「大祖国戦争」の勝利に向けての進撃も一瀉千里であった。

## 戦後
その後赤色空軍は、ソ連空軍として冷戦時代の一方の旗頭として君臨した。

## 参考図書
- 『第2次大戦ソ連軍用機の全貌』1965年酣燈社刊・入江俊哉他編
- 『栄光の翼第2次大戦の軍用機』1975年読売新聞社刊・別冊週刊読売編集部